# Rodrigo de Tordesillas
Rodrigo de Tordesillas fue un regidor segoviano, ahorcado por los comuneros tras votar en las Cortes de La Coruña un mandato distinto al que el concejo de Segovia le había encomendado, luego de que Carlos V le prestara beneficios económicos.
Fue abuelo del cronista Antonio de Herrera y Tordesillas.

## Biografía

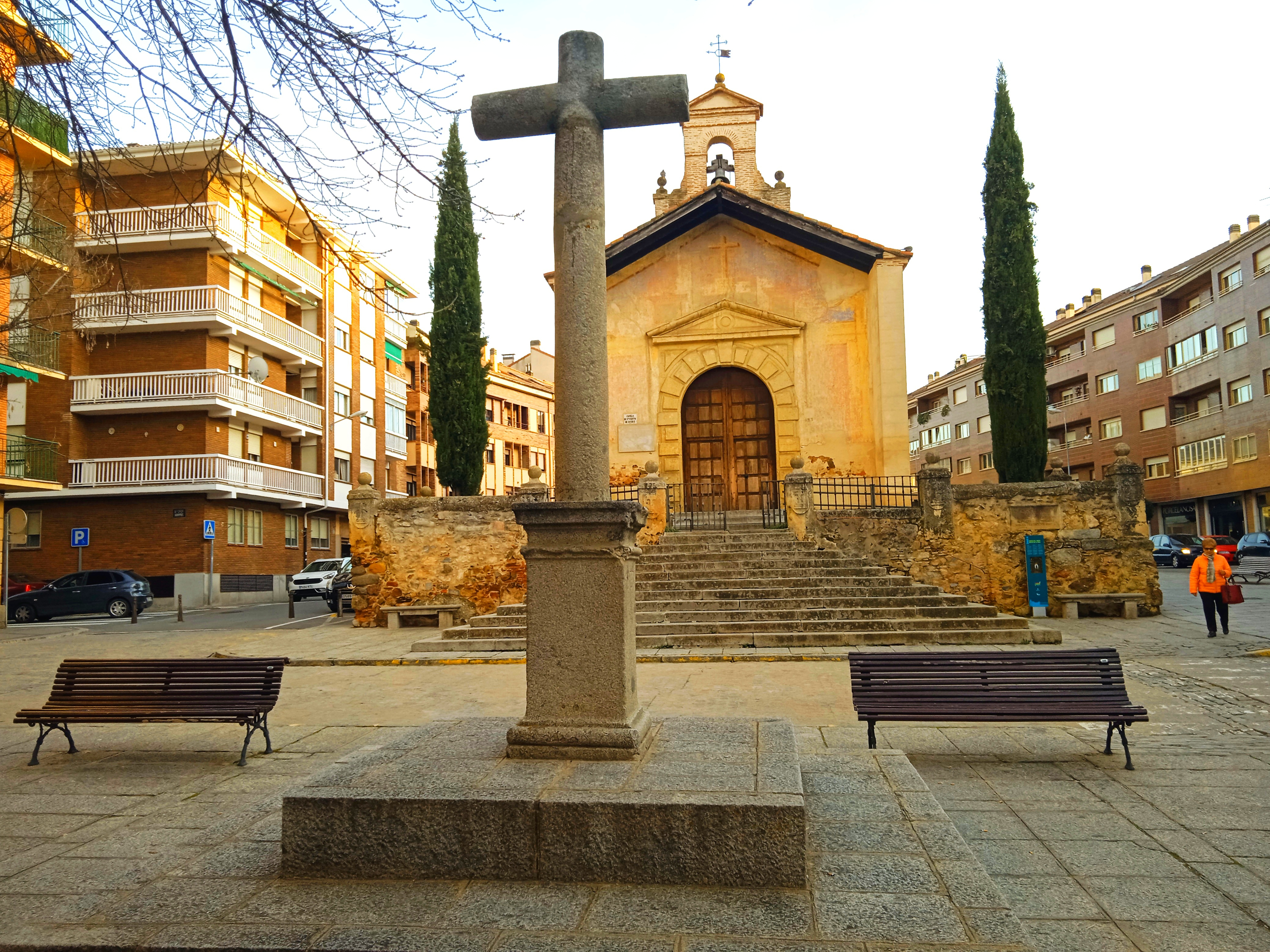
Cruz de la Ermita del Cristo del Mercado, donde fue colgado junto con otros traidores tras su ejecución

Obtuvo el cargo de regidor de Segovia en 1488, por renuncia de su padre homónimo Rodrigo de Tordesillas, maestresala de los reyes.
En 1520 asistió a las Cortes de Santiago y La Coruña junto con Juan Vázquez del Espinar. En la sesión del 1 de abril por la mañana se adhirió a la propuesta de presentar las reivindaciones de las ciudades al rey antes de pasar a debatir la cuestión del servicio al rey, Carlos I. No obstante, en la sesión de la tarde del mismo día modificó su parecer junto con su colega y por ello recibió, posteriormente, una gratificación de 300 ducados.
El 30 de mayo se dispuso a dar cuenta de su actuación ante el regimiento reunido en la iglesia de San Miguel, pero el populacho se negó a escucharlo, se apoderó de su persona, destrozó el cuaderno que contenía la justificación de lo hecho en las Cortes y terminó estrangulándole en plena calle. Los cronistas han recogido este suceso con sumo detalle. En un primer momento se habría llevado a Tordesillas a la cárcel real de la ciudad, pero como estaba cerrada, prefirieron ejecutarlo. Así, lo arrastraron por las actuales calles Juan Bravo y Cervantes hasta cruzar la muralla, sin que el deán de la catedral y algunos canónigos que habían salido en su ayuda pudiesen alcanzarlos. Frente al convento de San Francisco el prior Juan de Arévalo, hermano de Tordesillas, salió entonces al encuentro para rogar que no lo matasen:

Y así le llevaron arrastrando por las calles, dándole grandes empujones y golpes en la cabeza con los pomos de las espadas, aunque daba grandes voces y gemidos, diciendo:

-Oídme, señores: ¿por qué me matáis? -no aprovechaba.
Pedía confesión; no querían. Salieron el deán y canónigos revestidos y con el Santísimo Sacramento; y, lo que más lástima podía hacer, un hermano del mismo regidor fraile francisco, muy grave, salió vestido como para decir misa, con el Santísimo Sacramento en las manos, con todos los frailes de San Francisco y cruces de las iglesias; y se les ponían de rodillas a estos bárbaros, y rogaban con lágrimas que no le matasen, por Jesucristo. Mas como toda aquella gente era común y vil, no hicieron caso de ellos, ni tuvieron reverencia a la Iglesia.

Pidiéronles que ya que querían matarle, que le dejasen confesar; y tampoco quisieron; y como pudo, se llegó a un fraile, y dijo en confesión tres o cuatro palabras, que más no pudo.
Prudencio de Sandoval, Historia de la vida y hechos del emperador Carlos V.

Desde San Francisco, la exultante muchedumbre subió el cuerpo del procurador, ya muerto, calle hacia arriba. Precisamente, este es el origen de su nombre: Calle de la Muerte y de la Vida. Cuando llegaron a la plaza de Santa Eulalia ‒donde en aquella época se encontraba el lugar de las ejecuciones– les salieron al paso los curas de la iglesia de Santa Eulalia con el Santo Sacramento en la mano; iban acompañados de algunos caballeros armados con espadas que exigieron que lo soltaran. Pero en vano, pues a continuación la muchedumbre colgó a Tordesillas boca abajo, junto al par de víctimas del día anterior, y saqueó e incendió su casa.
Sería este hecho la causa del sitio de Segovia por parte del alcalde Rodrigo Ronquillo, quien en junio terminó convirtiendo su investigación judicial en una verdadera expedición de castigo. Por lo demás, documentos oficiales atribuyen la responsabilidad a los observadores enviados por la ciudad para supervisar la actuación de los procuradores en las Cortes, entre ellos, García de Esquina.

## Posteridad
En 1855 tras adoptar el Congreso de los Diputados la decisión de hacer pasar el ferrocarril del norte por Ávila y no por Segovia se desencadenó una revuelta el 10 de noviembre en Segovia contra el diputado local Valentín Gil Vírseda quién no había participado ni estado presente en las votaciones. Finalmente salió ileso y solo se le forzó a renunciar tres veces por escrito a su acta de diputado. Vírseda había dicho en su elección que si fallaba al pueblo se le hiciera lo que a Tordesillas cuya presencia se hizo notar durante todos los sucesos.